# Kopete
Kopete е безплатен клиент за обмяна на съобщения, поддържащ Jabber, Google Talk, ICQ, AIM, Gadu-Gadu, GroupWise, IRC, .NET Messenger Service, SMS и Yahoo! Messenger. Въпреки че може да работи в много среди, той е предвиден да се използва в средата KDE. Проектът Kopete започва през 2001, когато ICQ блокирва Линукс-клиента Licq, след като сменя протокола за комуникация.  Името на програмата идва от чилийската дума Copete, която е свързана с алкохолните напитки.

## Добавки
По подразбиране Kopete ползва следните добавки:
- Auto Replace
- Connection Status
- Contact Notes
- Cryptography
- Highlight
- History
- KopeteTeX
- Motion Auto-Away
- Now Listening
- Statistics
- Text Effect
- Translator
- Web Presence